# Guatteria scandens
Guatteria scandens är en kirimojaväxtart som beskrevs av Adolpho Ducke. Guatteria scandens ingår i släktet Guatteria och familjen kirimojaväxter. Inga underarter finns listade i Catalogue of Life.